# Neusi

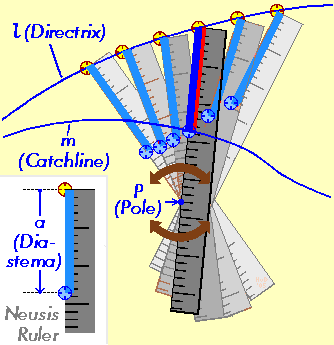
Construcció amb neusi.

La neusi (del grec: νεῦσις) és un mètode de construcció geomètrica que van fer servir a l'antiguitat els matemàtics grecs.

## Construcció geomètrica
La construcció amb neusi consisteix a col·locar un element línia d'una longitud fixada (a) entre dues corbes donades (l i m), de mode que l'element línia, o la seva extensió, passa a través d'un punt donat P. Una de les terminacions de l'element línia ha de recolzar-se sobre l, l'altra terminació sobre m, mentre que l'element línia és "inclinat" en direcció P.
Una construcció amb neusi cal realitzar-la mitjançant l'ús del regle de neusi: un regle que pot fer rotacions al voltant del punt P (això es pot fer posant una xinxeta al punt P i després pressionant el regle contra la xinxeta). A la figura una de les terminacions del regle està marcada amb un ull groc amb una mira: això és l'origen de la divisió de l'escala del regle. Una segona marca (l'ull blau) indica la distància a l'origen. L'ull groc es mou al llarg de la corba l, fins que l'ull blau coincideix amb la corba m. La posició de l'element línia d'aquesta forma trobat es mostra en la figura com una barra blava fosca.
El punt P es denomina el pol de la neusi, la corba l és la directriu o la corba de guia, i la corba m és la corba de subjecció. La longitud a es denomina el diastema (del grec διάστημα, 'distància').

Trisecció amb neusi d'un angle >135° per trobar φ=θ/3, fent servir només la longitud del regle. El radi de l'arc és igual a la longitud del regle. Per a angles θ<135° s'aplica la mateixa construcció, però amb P estès més enllà dAB.